# 닛폰마루 (1984년)

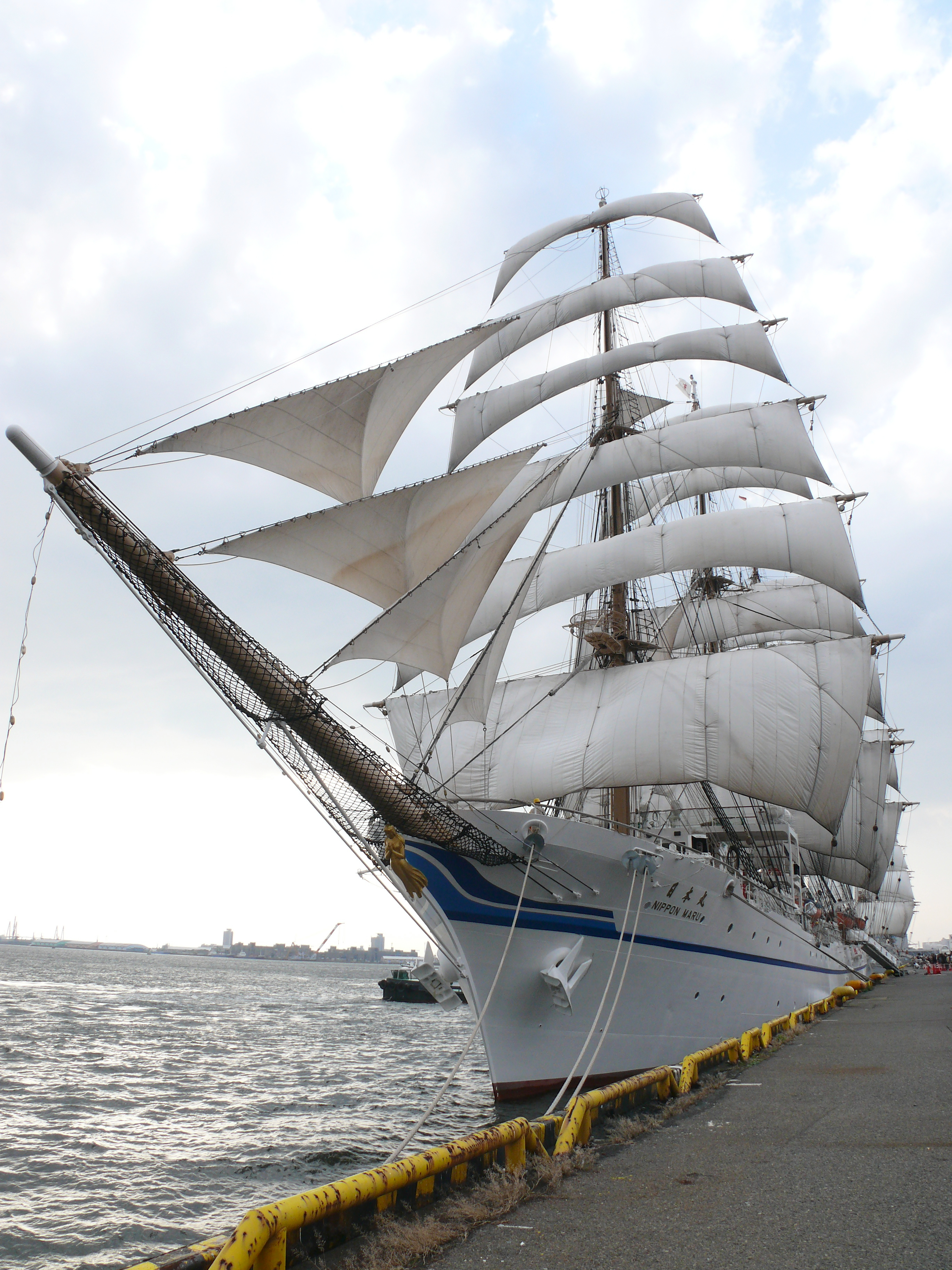
닛폰마루

닛폰마루(일본어: 日本丸)는 일본의 해기교육기관이 보유한 연습선이다. 1984년에 준공하였다.
초대 닛폰마루의 후속으로 1984년 일본에서 취항했다. 닛폰마루는 제작 모두 일본 내에서 행해진 대형 범선이다. 스미토모 중공업 우라 공장에서 건조되었다. 초대 닛폰마루에 비해 항해 성능이 크게 향상되어 세계에서 가장 빠른 범선 중 하나로 알려져 있으며, 그 해에 가장 빠른 범선에게 주어지는 보스턴 티팟 트로피를 1986년, 1989년, 1993년 세 번 수상하였다.